# Liudmila Olianovska
Liudmila Olianovska   (Solobkivtsi, 20 de febrer de 1993) és una atleta ucraïnesa que competeix en marxa.
El 2014 va guanyar dues medalles d'argent en la prova de 20 quilòmetres marxa al Campionat d'Europa d'atletisme de 2014 a Zúric i de 2024 a Roma. Va guanyar la medalla de bronze en la prova de 20 quilòmetres marxa al Campionat del Món d'atletisme de 2015 a Pequín.
El febrer de 2017 va ser desqualificada per infracció de les normes de dopatge durant quatre anys, del 30 de novembre de 2015 al 29 de novembre de 2019.